# カトプシス属
カトプシス属（学名 : Catopsis）は、パイナップル科の植物である。属名は、ギリシャ語の”kata”(ぶら下がる） と“opsis”（外観） から来ている。カトプシス属は、メキシコからブラジル、それにアメリカ合衆国フロリダ州と西インド諸島を合わせたラテンアメリカの広範囲にて自生している 。カトプシス属の1種である Catopsis berteroniana は食虫植物であると考えられている。

## 種
1. Catopsis berteroniana (Schultes f.)Mez - ブラジル、バハマ、アメリカ合衆国フロリダ州、メキシコ（チアパス州、ベラクルス州南部）
2. Catopsis compacta Mez - メキシコ（オアハカ州、チアパス州、ハリスコ州）
3. Catopsis delicatula L.B. Smith - グアテマラ、メキシコ南部
4. Catopsis floribunda L.B. Smith - 西インド諸島、ベネズエラ、ホンジュラス、メキシコオアハカ州、アメリカ合衆国 フロリダ州
5. Catopsis juncifolia Mez ＆ Wercklé - パナマ、メキシコベラクルス州
6. Catopsis micrantha L.B. Smith- パナマ
7. Catopsis minimiflora Matuda - メキシコチアパス州
8. Catopsis montana L.B.Sm. - キューバ、メキシコ、中央アメリカ
9. Catopsis morreniana Mez - メキシコ ベラクルス州からコスタリカ
10. Catopsis nitida (Hooker) Grisebach - メキシコベラクルス州からパナマ、大アンティル諸島
11. Catopsis nutans (Swartz) Grisebach - アメリカ合衆国フロリダ州、中央アメリカ、大アンティル諸島、ベネズエラ、コロンビア、エクアドル
12. Catopsis oerstediana Mez - メキシコ南部、中央アメリカ
13. Catopsis paniculata E. Morren - メキシコ南部、中央アメリカ
14. Catopsis pedicellata L.B.Sm - グアテマラ、コスタリカ、メキシコ南部
15. Catopsis pisiformis Rauh - パナマ
16. Catopsis sessiliflora  (Ruiz & Pavón) Mez -西インド諸島、メキシコ（プエブラ州とハリスコ州南部）からペルーまで
17. Catopsis subulata L.B. Smith - グアテマラ、ホンジュラス、メキシコ（チアパス州、オアハカ）
18. Catopsis wangerinii Mez ＆ Wercklé - 中央アメリカ、コロンビア、メキシコ（チアパス州、ベラクルス州）
19. Catopsis wawranea Mez - メキシコ（ベラクルス、オアハカ）、ベリーズ
20. Catopsis werckleana Mez - コスタリカ